# Rudolf Koller
Pour les articles homonymes, voir Koller.
Rudolf Koller, né le 21 mai 1828 à Zurich et mort le 5 janvier 1905 dans la même ville, est un peintre suisse.

## Biographie

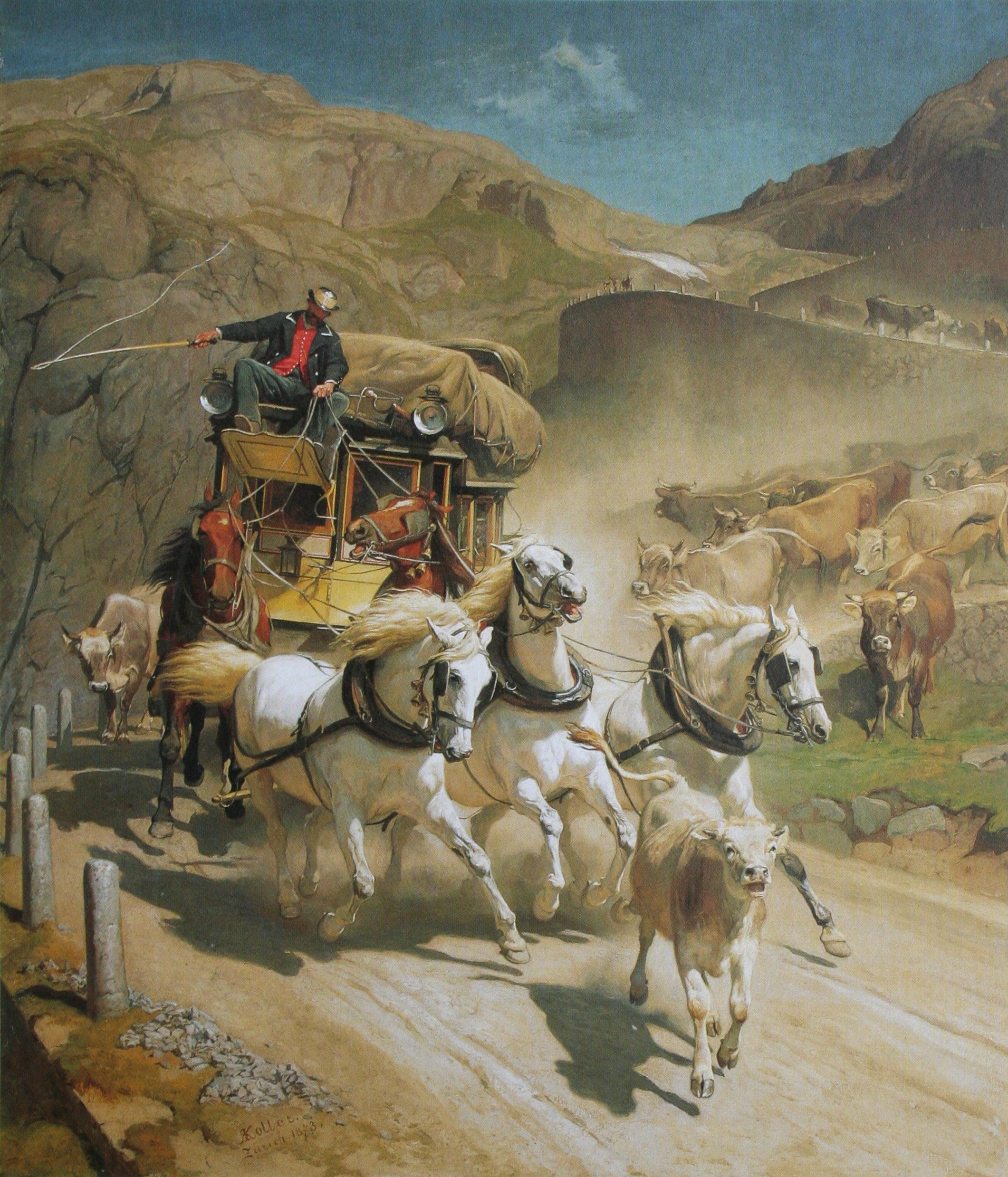
Gotthardpost (1873)
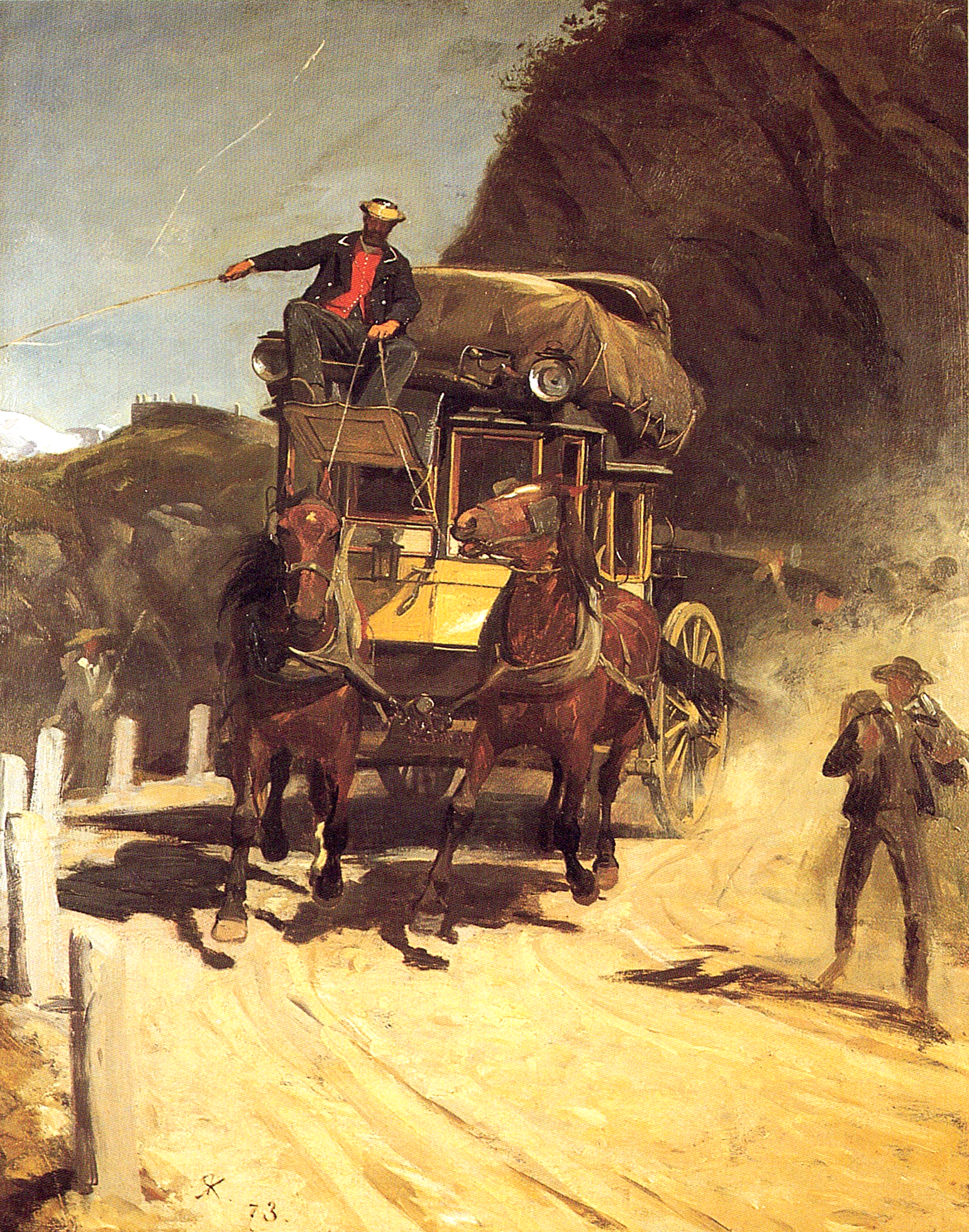
Zweispännige Gotthardpost (1873)
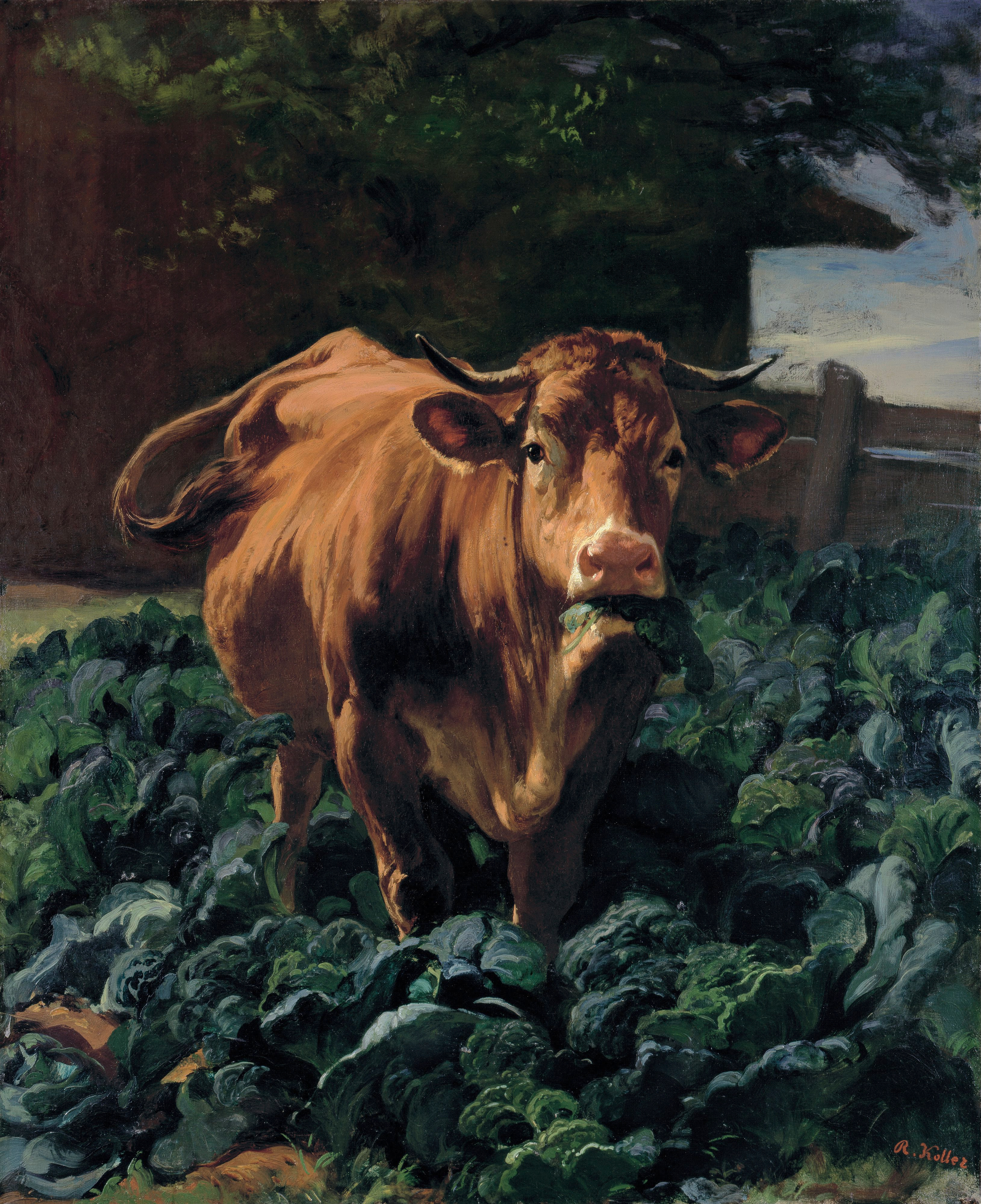
Kuh im Krautgarten (1857)
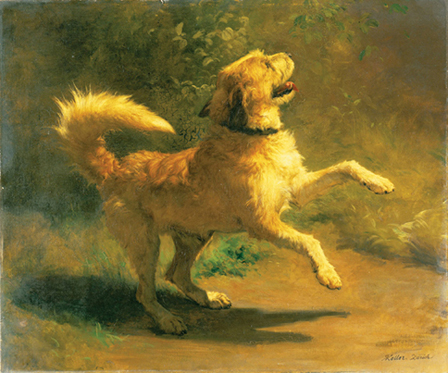
Springender Hund (1856)
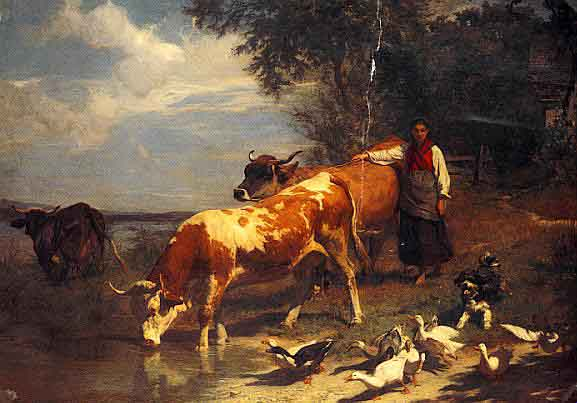
An der Tränke
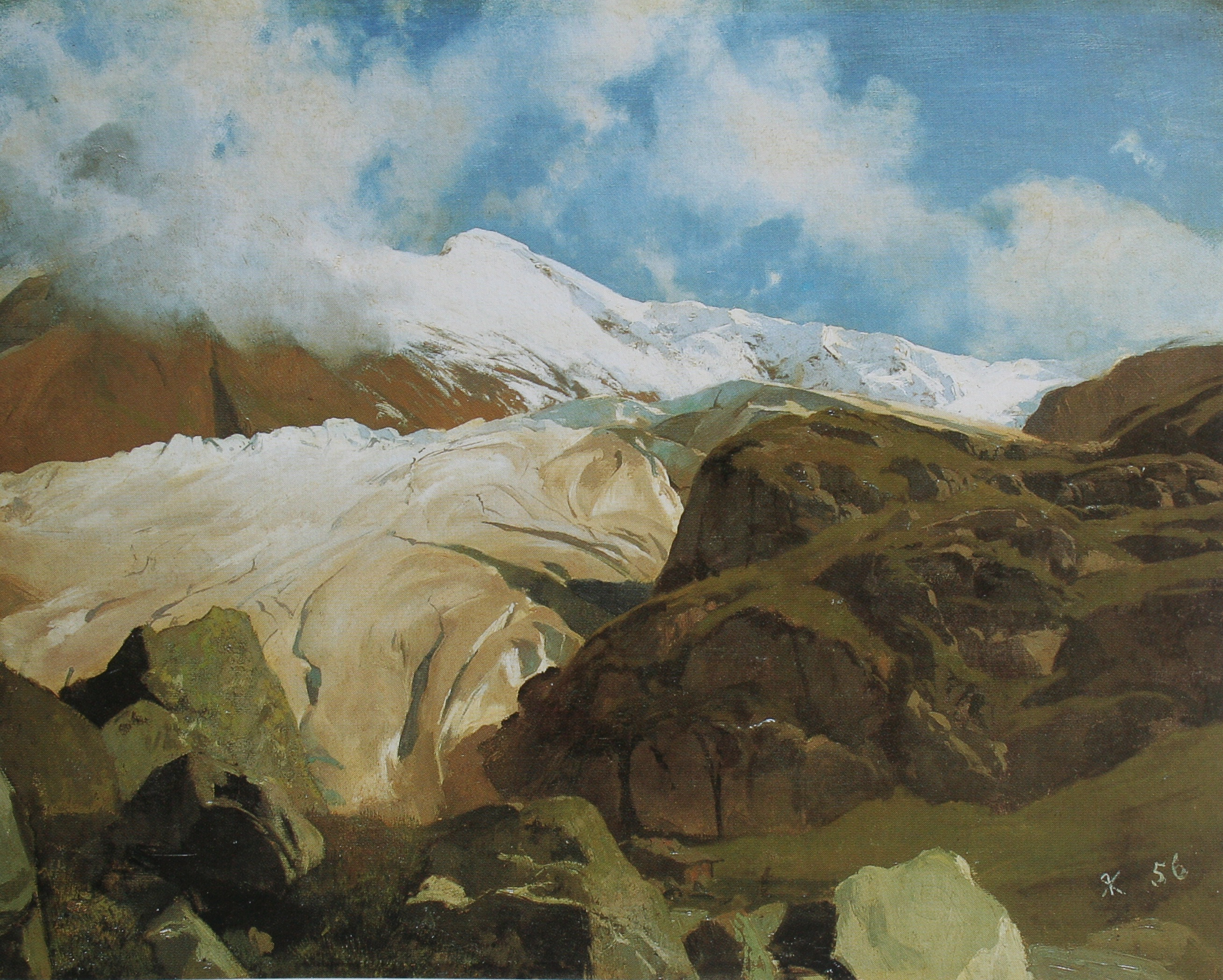
Gletscher am Sustenpass, 1856
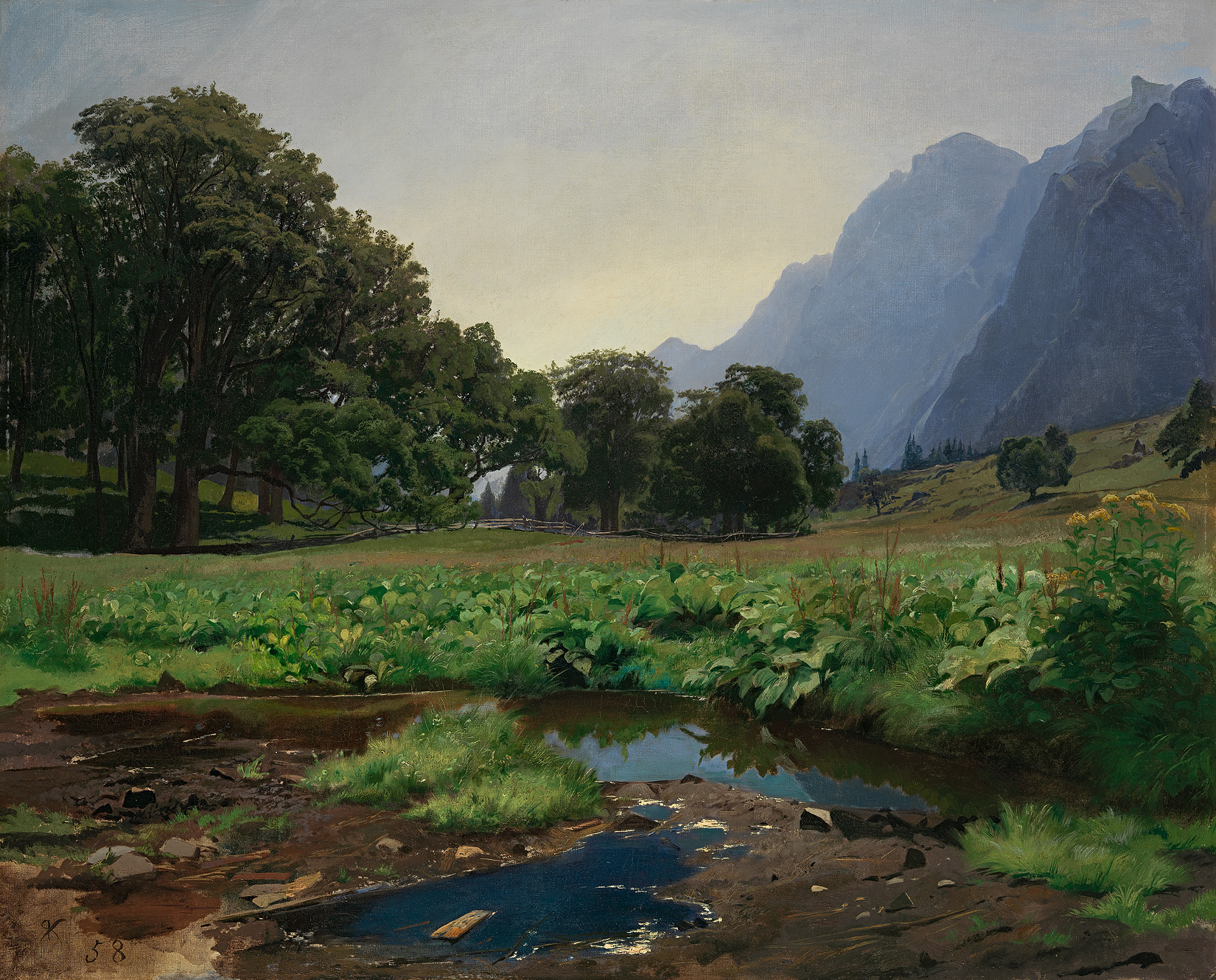
Richisau (1858)
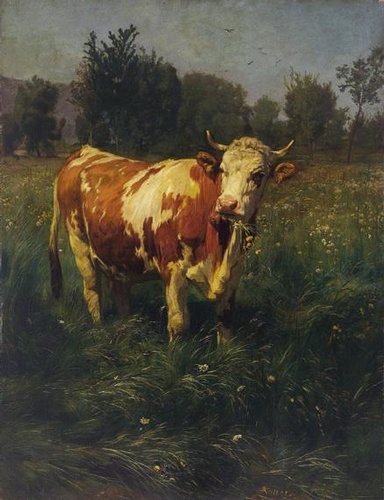
Weidende Kuh (1898)
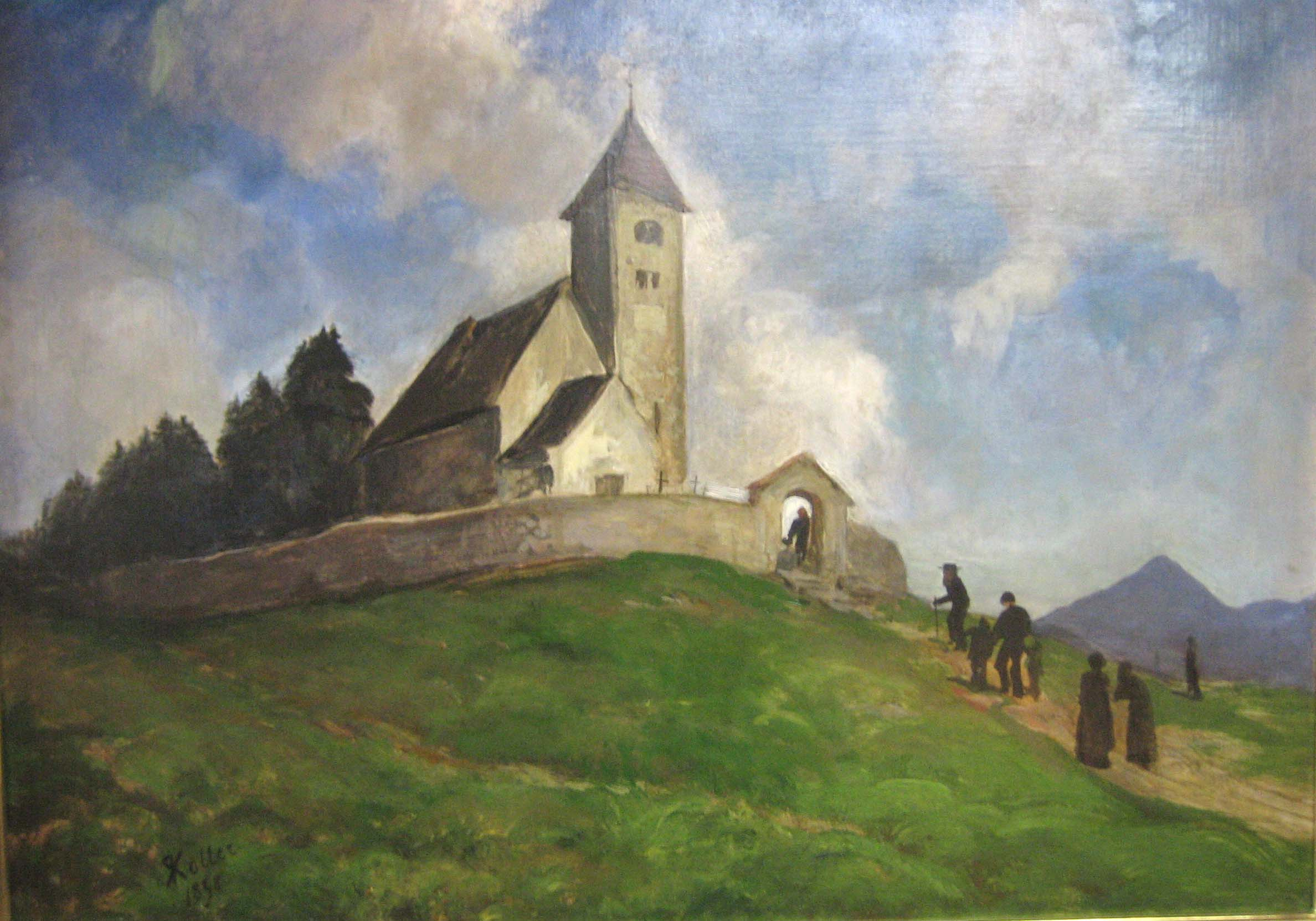
Die Kirche St.Remigius in Falera (1898)
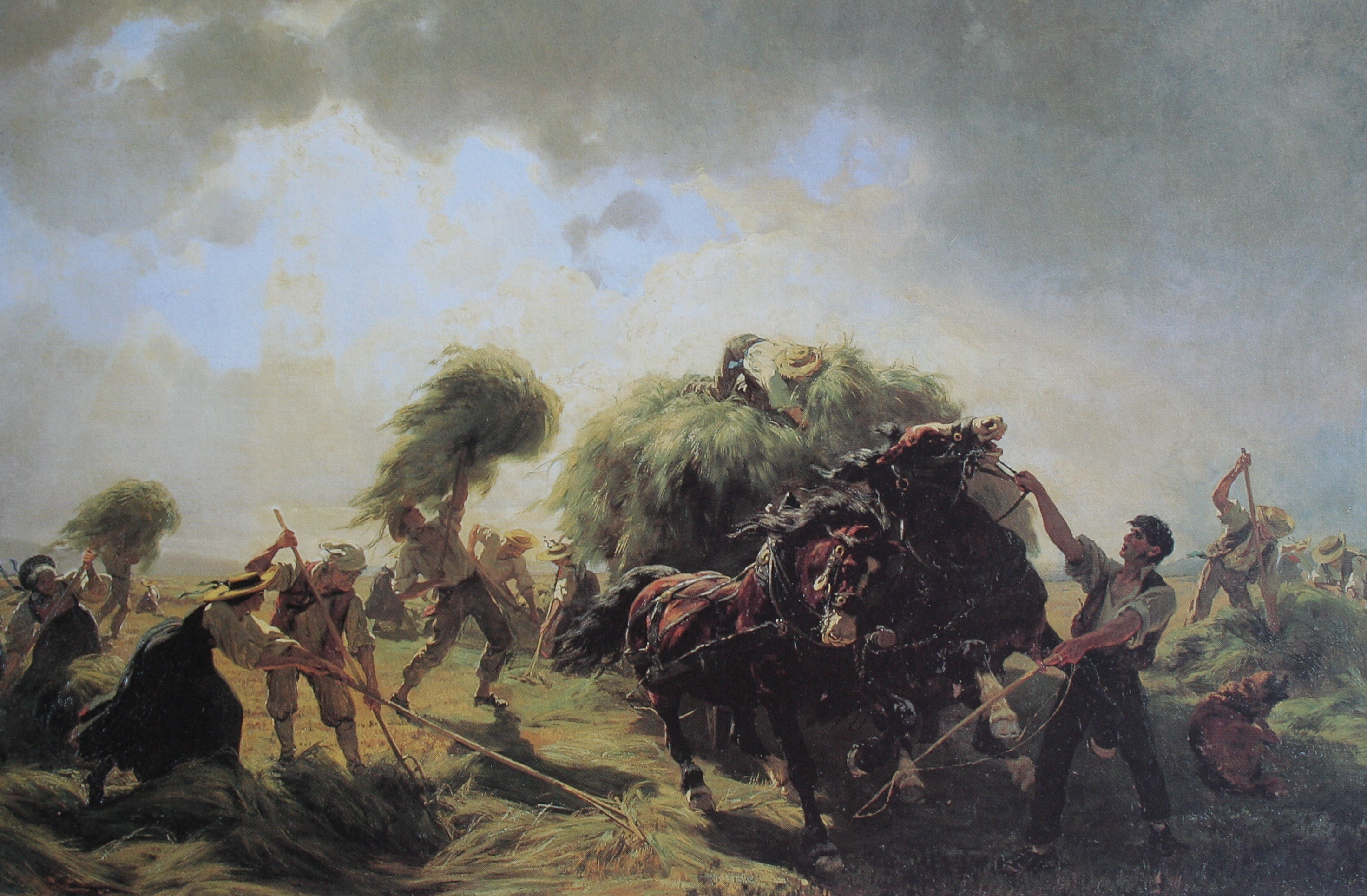
Heuernte bei drohendem Gewitter, 1854